# Estância (Recife)
Estância é um bairro do Recife, Pernambuco.
Pertence à 5ª Região Político-Administrativa da cidade (RPA-5).

## História
No início havia na região uma propriedade rural denominada Engenho Estância. Os pçrimeiros investidores, que construíram 200 casas, foram José Augusto Alves de Paula e André de Melo.
Inicialmente, as ruas não eram calçadas, cobertas de barro, e havia mangues, árvores e rios, que eram utilizados para banho e lavagem de roupas.

## Empresas do bairro
Havia na Estância algumas empresas, todas elas já desativadas:
- Condic
- IPAM
- Café Royal
- Fábrica Yolanda.

## Festa de Santa Luzia
Há na Estância a Igreja de Santa Luzia, cuja influência no local, pela Festa de Santa Luzia leva moradores e visitantes a denominarem o bairro (ou parte dele) por Santa Luzia.
Durante os festejos há uma procissão com a imagem de Santa Luzia, padroeira do bairro, pelas ruas adjacentes.

## Escolas
Os seguintes estabelecimentos de ensino situam-se na Estância:
- Colégio Decisão Estância;
- Colégio Espaço Aberto;
- Colégio Visão;
- Educandário Duarte;
- Educandário Nossa Senhora da Conceição;
- Escola Ana Cecília;
- Escola Convisão;
- Escola Coração de Maria;
- Escola Municipal André de Melo;
- Escola Municipal Santa Luzia[7][8]
- Escola Paroquial Santa Luzia[nota 1];
- Escola Senador Nilo de Souza Coelho;
- Escolinha Tia Carminha.

## Demografia
- Área Territorial: 81 ha
- População : 9.240 habitantes[nota 2]
- Densidade Demográfica: 114,44 Habitantes/Hectare